# Draâ El-Kaïd
Draâ El-Kaïd là một đô thị thuộc tỉnh Béjaïa, Algérie. Dân số thời điểm năm 2002 là 27.9 người.